# Архитектурная акустика
Архитекту́рная аку́стика — наука, изучающая законы распространения звуковых волн в закрытых (полуоткрытых, открытых) помещениях, отражение и поглощение звука поверхностями, влияние отражённых волн на слышимость речи и музыки, методы управления структурой звукового поля, шумовыми характеристиками интерьеров и т. п.
Цель этой науки — создание приёмов проектирования залов с заранее предусмотренными хорошими условиями слышимости.
Первоначально архитектурная акустика занималась проектированием оперных театров и концертных залов. С распространением звукового кинематографа акустический расчёт стал обязательным для всех кинотеатров. В дальнейшем, по мере развития техники и роста городов (особенно в XIX веке), первоочередными её задачами стали подавление шума в многоквартирных домах, звукоизоляция производственных помещений и вопросы сохранения здоровья рабочих, а также организация помещений увеселительных заведений, создающих существенный уровень шума.
Развитие транспорта и увеличение его скоростей в XX веке вовлекли в сферу архитектурной акустики ландшафтное проектирование, вопросы архитектурного дизайна жилых массивов в целом, их транспортных артерий, вокзалов и проектирование крупных торговых площадей. Развитие авиации также привнесло свои задачи (см. Шумовое загрязнение от воздушных судов).
В настоящее время архитектурная акустика в массовом применении включает в себя акустику студийных помещений для звукозаписи, акустику жилых комнат, домашних кинотеатров и акустику увеселительных заведений.
Проблемы изоляции помещений от проникающих извне звуков выделены в настоящее время в самостоятельную область — строительную акустику.

## Строительная акустика
Звукопередача во внешней оболочке здания:
анализ передачи шума от внешней оболочки строения к интерьеру и наоборот. Главные пути проникновения шума в здание — крыши, карниз, стены, окна, дверь.
Звукопередача в стенах: 
в наибольшей степени определяет свойства приватности помещения, комфорт спальных комнат

## Акустика интерьера
Находящийся в закрытом помещении слушатель воспринимает, помимо непосредственно доходящего до него прямого звука от источника, ещё и ряд его запаздывающих повторений, возникающих в результате отражения от стен, потолков и иных поверхностей, и следующих друг за другом с малыми интервалами.
Так как при отражениях часть звуковой энергии поглощается, более поздние повторы обычно оказываются слабее, однако резонансная структура отражений может оказывать существенное влияние на затихающий звук. После выключения источника звука количество отражённой энергии в помещении убывает до тех пор, пока она не будет поглощена. 
Слышимость в помещении называется артикуляцией, а процесс постепенного затухания звука — реверберацией.
Продолжительность реверберации — важнейший параметр, влияющий на акустическое качество помещения. Излишне длительное затухание может уменьшать чёткость звучания и разборчивость речи, однако это не является обязательно плохим результатом. Выбор целевых значений реверберации зависит от функционального назначения помещения. Так в соборных помещениях реверберация может достигать больших значений в то время. как в аудиторных помещениях скорость реверберации должна быть существенно меньшей. Оптимизация выбора целевых значений реверберации в зависимости от функционального назначения помещений является актуальной задачей архитектурной акустики.
Даже при оптимальном значении времени реверберации акустические свойства зала могут очень различаться на различных направлениях из-за различия в путях, которые проходят отражения от источника звука до слушателя. Поэтому кроме реверберации существует целый набор критических параметров архитектурной акустики.
Оптимальные параметры реверберации существенно отличаются не только для речи и музыки, но принципиально зависят от характера и жанра музыкальных произведений. Для камерной, симфонической и эстрадной музыки нужны различные оптимальные условия, которые зависят также и от объёма и формы помещения.
Следует различать акустику интерьеров больших (условно объёмом более 100-150 м³) и малых помещений, проектирование которых имеет существенные различия. Одним из важнейших факторов, определяющих качество воспроизведения  звука в малом помещении, является выбор его размеров. Понятие архитектурных и акустических размеров и соотношение между ними определяет оптимальную реакцию помещения на звуковое возбуждение, соответствующую жанровой направленности звуковоспроизведения.
Акустическое проектирование больших залов (включающее в себя выбор площади и формы зала, размещение слушателей, применение материалов для стен, рассеивающих и поглощающих конструкций, установка отдельных элементов и т. п.) чаще всего подразумевает выбор компромиссных решений.
В залах большой вместимости, наряду с известными архитектурными приёмами, условия слышимости улучшают применением электронных систем звукоусиления с коррекцией акустических параметров зала. Это позволяет контролировать свойства зала, однако непревзойдёнными выдающимися акустическими свойствами по-прежнему обладают залы, где были использованы архитектурные решения, например, Венский зал Musicferein, знаменитый Карнеги-холл и другие.
Пример электроакустически оснащенного зала универсального назначения (конгрессы, концерты, опера, звуковой кинопоказ) — Большой зал Дворца съездов в Московском Кремле (6000 мест), Московский зал Дома Музыки.

## История
В открытых театрах и других строениях Древней Греции и Рима уже можно заметить результаты применения примитивных акустических знаний. Уже тогда строители сознательно достигали очень хорошей слышимости в помещениях с большим количеством слушателей.
Считается, что современная архитектурная акустика начинается с работ учёного XIX века У. Сэбина, который показал, что в замкнутом помещении постепенно ослабевающие отражения звука сливаются в гул и сопровождают всякий звук. Он и установил, что скорость затухания этого гула является наиболее существенным показателем слышимости.

## Теории
В архитектурной акустике применяют две основных теории распространения звука:
- Волновая, более строгая, точная, но в ряде случаев расчёты по ней оказываются излишне громоздкими.
- Геометрическая (см. Геометрическая акустика) — упрощённая, более удобная для технических расчётов. В ней для представления направления распространения и границ потока звуковой энергии используются прямые лучи. Геометрические представления тем более правомерны, чем меньше длина звуковой волны по сравнению с размерами препятствия. Практически это означает, что наибольшую точность геометрическая теория даёт в области средних и верхних звуковых частот.